# Robertinho
Robertinho, de son vrai nom Roberto Oliveira Gonçalves do Carmo, né le 22 juin 1960 à Rio de Janeiro, est un footballeur brésilien reconverti en entraîneur.

## Biographie
Il connaît plusieurs clubs pendant sa carrière de footballeur : il joua sous les couleurs du Fluminense Football Club, Clube de Regatas do Flamengo, Clube Atlético Mineiro ... et a eu quelques sélections avec l'équipe du Brésil de football. Il eut l'honneur de jouer sous les couleurs du Clube de Regatas do Flamengo avec la star brésilienne Zico. Il a notamment côtoyé plusieurs autres stars tels que Falcao, Socrates, Cerezo, Eder, Rivelino, etc.

## Clubs entraînés
- oct. 2005-mars 2009 : Stade tunisien ( Tunisie)
- avr. 2009-déc. 2009 : Kazma Koweït ( Koweït)
- jan. 2010-sep. 2010 : Sharjah FC ( Émirats arabes unis)
- oct. 2010-jan. 2011 : Espoir sportif de Hammam Sousse ( Tunisie)
- jan. 2011-déc. 2011 : FC Legião (pt) ( Brésil)
- jan. 2012-sep. 2012 : Bosque Formosa (pt) ( Brésil)
- oct. 2012-jan. 2013 : Stade gabésien ( Tunisie)
- juil. 2013-déc. 2013  : Grombalia Sport ( Tunisie)
- juil. 2014-déc. 2016 : AS Aviação ( Angola)
- jan. 2017-juin 2020 : Rayon Sports ( Rwanda)
- juil. 2020-sep. 2021 : Gor Mahia FC ( Kenya)
- oct. 2021-déc. 2022 : Vipers SC ( Ouganda)
- jan. 2023-nov. 2023 : Simba SC ( Tanzanie)
- depuis juil. 2024 : Rayon Sports FC ( Rwanda)